# Yates County
Yates County är ett administrativt område i delstaten New York, USA. År 2010 hade countyt 25 348 invånare. Den administrativa huvudorten (county seat) är Penn Yan.

## Geografi
Enligt United States Census Bureau har countyt en total area på 973 km². 876 km² av den arean är land och 97 km² är vatten.

### Angränsande countyn
- Ontario County, New York - nord, väst
- Seneca County, New York - öst
- Schuyler County, New York - syd
- Steuben County, New York - sydväst

### Orter
- Dresden
- Dundee
- Penn Yan (huvudort)
- Rushville (delvis i Ontario County)